# Xã Longton, Quận Elk, Kansas
Xã Longton (tiếng Anh: Longton Township) là một xã thuộc quận Elk, tiểu bang Kansas, Hoa Kỳ. Năm 2010, dân số của xã này là 439 người.